# ヘルペスウイルス
ヘルペスウイルスは2本鎖DNAをゲノムとするDNAウイルスのうち、T数16のカプシドがエンベロープに包まれ直径200 nm（ナノメートル）程度の球状粒子を形作るものの総称。ウイルスの分類上はヘルペスウイルス目（ヘルペスウイルスもく、Herpesvirales）をあてる。単にヘルペスと呼ぶこともあるが、これは本来このウイルスが引き起こす疱疹のことである。

## 構造
ゲノムは単一の線状2本鎖DNAで、ゲノムサイズは一般に大きい。カプシドは正20面体状（T数16）で直径110 nm程度で、その周りにタンパク質からなるテグメント、さらにエンベロープが包んでいる。

## 病原体
ヒトの病原体としては、単純ヘルペスウイルス、水痘・帯状疱疹ウイルス、エプスタイン・バール・ウイルス、サイトメガロウイルスなどがある。獣医学領域では牛ヘルペスウイルス1型、5型、豚ヘルペスウイルス1型、馬ヘルペスウイルス1型、4型、猫ヘルペスウイルス1型、鳥類の伝染性喉頭気管炎ウイルスなどがしばしば問題になる。また水産学領域ではコイヘルペスウイルスが危険な病原体として認識されている。

## 分類
国際ウイルス分類委員会（2014年）によれば、3科19属94種が認められている。
- アロヘルペスウイルス科 Alloherpesviridae
コイヘルペスウイルスなど水生脊椎動物（両生類を含む）を宿主とする。4属12種。
- ヘルペスウイルス科 Herpesviridae
陸上脊椎動物を宿主とする。3亜科13属80種に分類するほか、所属未定種が8つある。
  - アルファヘルペスウイルス亜科
  - ベータヘルペスウイルス亜科
  - ガンマヘルペスウイルス亜科
- マラコヘルペスウイルス科 Malacoherpesviridae
軟体動物を宿主とする。2属2種。

### 命名法
ヘルペスウイルスの学名は、自然宿主が属する科（または亜科）の英名に続けてherpes virusとし、あとはアラビア数字で機械的に連番をつける慣習になっている。このうち亜科を用いるのは霊長目とウシ科に限られており、またヒトを自然宿主とする場合は例外的にHumanとする。ただしこの方式が確立する以前から広く知られていたウイルスなどは、学名とは異なる名称が同様に通用する場合がある（たとえばエプスタイン・バール・ウイルス）。

## 歴史
ヘルペスウイルスは1960年にイギリスの獣医学者Walter Plowrightがオグロヌーから見出したのが最初である。1971年に国際ウイルス分類委員会が発表した最初の報告書で、ヘルペスウイルス属（Herpesvirus）が設立された。第2版（1976年）で科に昇格し（ただしHerpetoviridaeという紛らわしい名前だった）、第3版（1979年）でヘルペスウイルス科（Herpesviridae）に改称された。その後、水生生物を宿主とするウイルスの系統関係が明らかになったことから、第9版（2009年）で目に昇格した。